# Sant'Agata (dipinto)
Sant'Agata (o Sant'Agata di Senigallia) è un dipinto a olio su tavola (29x34 cm) di Correggio, databile al 1525 circa e conservato in una collezione privata.

## Storia
Scoperto solo recentemente, nel 2004, questo dipinto appartenne a un nobile inglese e quindi ad una nobile famiglia di Fano ed è stato riconosciuto come opera del Correggio.

## Descrizione e stile
Il dipinto ritrae Sant'Agata, martire patrona di Catania mentre contempla i simboli del suo martirio. Nel dipinto si ravviserebbe il volto di Jeronima Merlini, moglie del pittore.